# Václav Kahuda
Václav Kahuda, vlastním jménem Petr Kratochvíl (8. listopadu 1965 Praha – 24. července 2023), byl český prozaik. V letech 2017 až 2018 byl předsedou Asociace spisovatelů.

## Biografie
Vyučil se štukatérem v Kafkově atelieru, od roku 1986 prošel řadou dělnických zaměstnání (např. noční hlídač v muzeu, strojník čistírny odparních vod, hrobník, topič apod.). Ve druhé polovině 80. let 20. století se přes Fanánka Hagena, který byl jeho spolužákem na základní škole, dostal do společnosti, která se scházela v Braníku v hospodě Na Staré kovárně. V té době tam vznikala hudební skupina Tři sestry, kde se zpočátku Kahuda též angažoval. V kapele vystupoval v letech 1985-1987 jako zpěvák po přezdívkou Bombur. Ještě jednou se pak objevil ve vzpomínkovém viedoklipu kapely k písní Já jsem Aleš.
Spolu s Oscarem Rybou a Skiolem Podragou zde založil a redigoval Branické almanachy. Publikoval v časopisech Iniciály, Vokno, Tvar (pravidelné texty pod názvem Pracovní zápisník), Weles, Salon Práva a v literární revue Moderní analfabet. Přátelil se s matematikem a básníkem RNDr. Richardem Křížkem.
V prosinci 2016 byl Václav Kahuda zvolen předsedou Asociace spisovatelů. Od roku 2015 do roku 2019 moderoval se spisovatelem a fotografem Igorem Malijevským na stanici Vltava Českého rozhlasu pořad Večerní škola (Existenciální poradnu Václava Kahudy a Igora Malijevského v rámci pořadu Rádio Dada).
Václav Kahuda byl v invalidním důchodu. Žil v Praze.

## Literární dílo
- Příběh o baziliškovi (Art forum, 1992) – novela
- Veselá bída, Petrov (1997) – novela
- Exhumace (Petrov, 1998) – soubor povídek
- Houština (Petrov, 1999) – román
- Technologie dubnového večera / Příběh o baziliškovi (Petrov a Host, 2000) – novely
- Proudy (Petrov, 2001) – román
- Vítr, tma, přítomnost (Druhé město, 2014)
- Bytost (Druhé město, 2017) – novela
- Využili zatemnění (2020) – povídka v knize Krvavý Bronx
- Prám (2022) – román

### Rozhlasová adaptace
Rozhlasovou adaptaci románu Proudy natočil Český rozhlas ve svém plzeňském studiu v režii Jakuba Doubravy. Text načetl Kajetán Písařovic. V premiéře byl pořad vysílán od 10. února 2022.